# Хлыстов, Денис Владимирович
Денис Владимирович Хлыстов (род. 4 июля 1979, Уфа) — российский хоккеист, нападающий.

## Карьера
Воспитанник уфимского хоккея. Начал карьеру в 1997 году в составе уфимского клуба «Новойл», выступавшего в Первой лиге. С 1999 по 2006 год выступал в составе родного «Салавата Юлаева», проведя за это время 267 матчей, в которых набрал 56 (23+33) очков. Перед началом сезона 2006/07 подписал контракт с нижнекамским «Нефтехимиком», где выступал на протяжении последующих двух сезонов, набрав 38 (16+22) очков в 105 проведённых матчах.
Весной 2008 года стал игроком магнитогорского «Металлурга», в составе которого в дебютном сезоне стал бронзовым призёром КХЛ, а также вышел в финал Лиги чемпионов. 19 мая 2010 года руководство уральского клуба приняло решение продлить соглашение с Хлыстовым ещё на 2 года, в течение которых он в 137 проведённых матчах сумел отметиться 58 (23+35) набранными очками.
4 мая 2012 года Хлыстов принял решение вернуться в родной клуб, подписав с «Салаватом Юлаевым» трёхлетний контракт. 30 апреля 2016 года он стал свободным агентом.
10 мая 2016 года подписал контракт с екатеринбургским «Автомобилистом». Не проведя ни одного матча за Автомобилист, был обменян в хк «Югра», позже перешел в «Ак Барс».
В 2017 году завершил свою карьеру профессионального хоккеиста и стал тренером хоккейного клуба МХЛ «Толпар» из Уфы.

## Достижения
- Бронзовый призёр КХЛ 2009
- Бронзовый призёр КХЛ 2014, 2016
- Серебряный призёр открытого чемпионата России 2014
- Финалист Лиги чемпионов 2009

## Смерть жены
В сентябре 2013 года супруга Хлыстова покончила с собой после продолжительной депрессии. Семья супруги обвиняла Хлыстова в многочисленных побоях, что привело к депрессии и смерти.

## Статистика
| Легенда | Легенда                    | Легенда | Легенда                   | Легенда | Легенда    |
| ------- | -------------------------- | ------- | ------------------------- | ------- | ---------- |
| И       | Количество проведённых игр | Штр     | Штрафное время            | +/−     | Плюс-минус |
| Г       | Голы                       | П       | Голевые передачи          | О       | Очки       |
| -       | Статистика неизвестна      | —       | Статистика не учитывалась |         |            |